# Scotorepens sanborni
Scotorepens sanborni (Troughton, 1937) è un pipistrello della famiglia dei Vespertilionidi diffuso in Australia, Nuova Guinea e Timor.

## Descrizione

### Dimensioni
Pipistrello di piccole dimensioni, con la lunghezza della testa e del corpo tra 37 e 52 mm, la lunghezza dell'avambraccio tra 28 e 36 mm, la lunghezza della coda tra 27 e 39 mm, la lunghezza del piede tra 7,1 e 9 mm, la lunghezza delle orecchie tra 9 e 13 mm e un peso fino a 9,1 g.

### Aspetto
Le parti dorsali variano dal bruno-rossastro al marrone, mentre le parti ventrali sono bruno-grigiastre chiare con la punta dei peli bianca. Il muso è molto largo, dovuto principalmente alla presenza di due masse ghiandolari sui lati. Le orecchie sono strette, arrotondate e con un lobo basale anteriore semicircolare. Il trago è curvato in avanti, con il bordo anteriore leggermente concavo e quello posteriore convesso. Le membrane alari sono bruno-nerastre. La coda è lunga ed inclusa completamente nell'ampio uropatagio.

## Biologia

### Comportamento
Si rifugia in colonie fino a diverse centinaia di esemplari nelle cavità degli alberi e negli edifici. Caccia solitamente lungo i fiumi, nelle baie, lungo sentieri e strade e intorno alle luci delle città.

### Alimentazione
Si nutre di insetti, in particolare zanzare e moscerini, che cattura in volo a non più di 5 metri dal suolo o dagli specchi d'acqua.

### Riproduzione
Sono state osservate femmine gravide in Australia tra i mesi di agosto e settembre, mentre in Nuova Guinea a dicembre. Danno alla luce 1-2 piccoli una volta l'anno.

## Distribuzione e habitat
Questa specie è diffusa lungo le coste settentrionali dell'Australia occidentale e del Territorio del Nord, Queensland settentrionale, Nuova Guinea sud-orientale, isola di Yos Sudarso e Timor.
Vive nelle foreste umide tropicali, foreste di sclerofille e savane fino a 2.200 metri di altitudine. Nella regione di Kimberley è stato osservato soltanto nelle mangrovie.

## Conservazione
La IUCN Red List, considerato il vasto areale, la popolazione numerosa e la presenza in diverse aree protette, classifica S.sanborni come specie a rischio minimo (Least Concern)).